# Левитська Ніна Григорівна
Ні́на Григо́рівна Леви́тська (1 липня 1902, Луцьк — 1 червня 1974, Прага) — українська скульпторка.

## Життєпис
Народилась 1 липня 1902 в Луцьку.
1914—1918 років перебувала з родиною у Києві. Закінчила Луцьку гімназію в 1921 році. Працювала вчителькою в сільській школі. Через загрозу арешту за підпільну протипольську діяльність втекла до Чехо-Словаччини.
З 1923 — у Празі, де навчалась в Українській студії пластичного мистецтва (1925—1929, викладач К. Стаховський), навчалась музиці в Педагогічному інституті, а також філософії у Карловому університеті (1928).
Написала дисертацію «Етика українського філософа Григорія Сковороди», але до захисту її не подала.
Навчалась також у Мистецько-промисловій школі (1944, викладач К. Дворжак).
Ніна і її чоловік Борис підтримували в Празі дружні стосунки з поетом Олександром Олесем. 1944 року з руки та обличчя Олександра Олеся вона зняла посмертні відбитки, які зберігаються в Музеї української культури у словацькому місті Свидник. Після війни передсмертні листи Олександра Олеся передала на зберігання професору Миколі Мушинці, якого вважала за відсутності власних дітей своїм прийомним сином.
1956—1967 років працювала в українському відділі Слов'янської бібліотеки у Празі.
Основна галузь — станкова скульптура. Брала участь в художніх виставках з 1940-х років.
Створювала переважно портрети і композиції з використанням гіпсу, теракоту, кераміки, пісковика, майоліки, порцеляни.
Померла 1 червня 1974 у Празі. Її могила як і могила її чоловіка Бориса залишається без опіки на Ольшанському кладовищі.

## Твори
- «Генерал Всеволод Петрів» (1928)
- «Кобзар», «Колядники» (1930-ті)
- «Метелик», «Погруддя з рукою» (1934)
- «Танцюристка», «Мені тринадцятий минало», «Тарас Шевченко» (1935)
- «Чоловік» (1936)
- «Олександр Олесь» (1936, 1938, 1944)
- «Поранене Підкарпаття» (1939)
- «Дмитро Антонович» (1942, портрет не зберігся)
- «Зінаїда Мірна», «Зажурена Україна» (1944)
- «Казка» (1947), «Христос» (1950-ті)
- «Хлопчик» (1953)
- «Дівчинка» (1954)
- «Юрко» (1955)
- «Музика», «Задумана мавка» (1957)
- «Мавка» (1964)
- «Жах» (1968)